# Alfarería en Álava

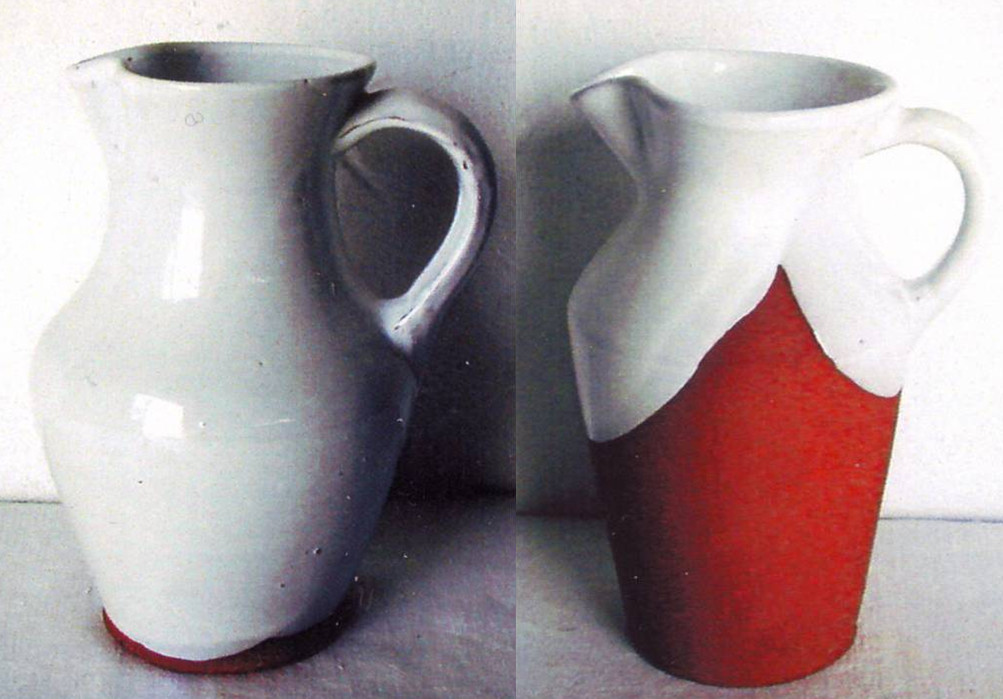
Dos tipos de jarra para chacolí, vino o agua, en loza blanca del Norte de España. Ejemplares del Museo de Cerámica de Chinchilla de Monte-Aragón (Albacete, España). Origen: Villarreal de Álava (Elosu), barrio de Ollerieta, (País Vasco español). Fabricados hacia 1970.

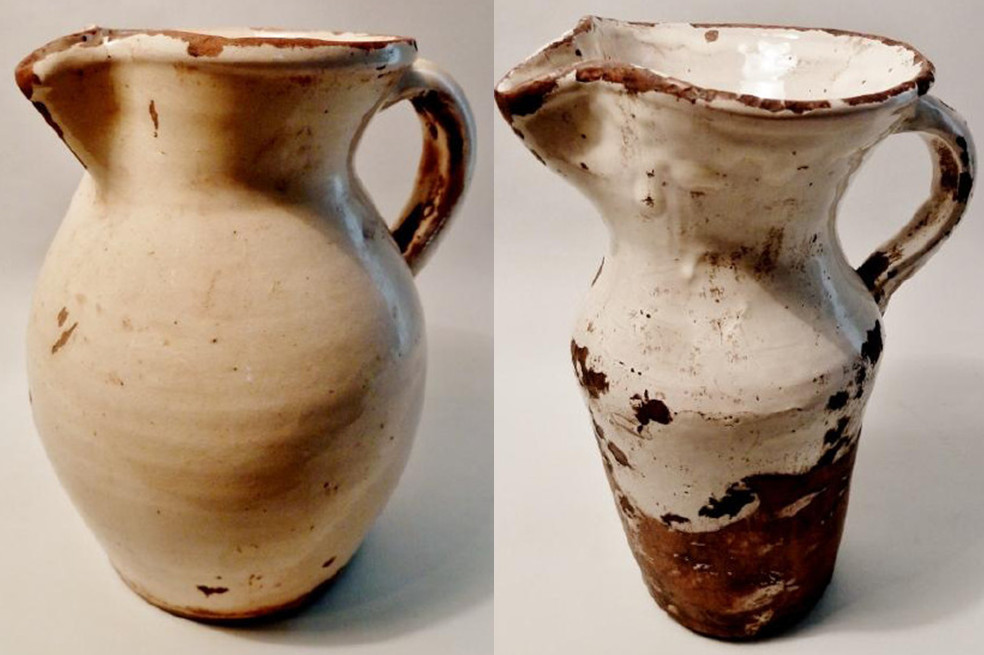
Jarras fabricadas hacia 1950.

La alfarería en Álava (España), documentada desde el siglo IX, ha funcionado como industria artesanal de tipo familiar sin apenas tecnología, para la producción de vasijas de uso cotidiano destinadas a atender las necesidades de las faenas diarias. En su conjunto recoge las influencias comunes a la cacharrería del sur del País Vasco, que penetrando por el valle del Ebro, llevaron la obra alfarera aragonesa, castellano y leonesa, riojana y levantina. Entre las piezas más populares puede destacarse la jarra para txacolí y las aguabenditeras.
También tuvo importancia durante el siglo XIX la fabricación de loza fina en la capital de esta provincia, donde se llegaron a instalar hasta tres fábricas.

## Historia
Un documento del año 871, guardado en el monasterio de San Millán de la Cogolla, menciona la existencia de un núcleo de artesanos alfareros que varios autores han ubicado a la aldea de Ullibarri de los Olleros, al sur de la capital de Álava.. Sin embargo, otras investigaciones señalan la posible ubicación del mismo en algún lugar de los municipios de Cigoitia o Villarreal de Álava, quizás, como insinúa la historiadora M. Portilla en el actual término de Ollerías del barrio de Elosu.
Por su parte, Sebastián Miñano y Tomás López de Vargas Machuca, en el suplemento de 1829 de su Diccionario geográfico-estadístico de España y Portugal, mencionan once fábricas de loza ordinaria (dos en Vitoria, dos en Eguileta, una en Zalduendo, Hijona, Galarreta, Erenchun, Aspárrena, San Millán y Amézaga). Años después, en el Diccionario geográfico-estadístico-histórico (1846-1850) de Pascual Madoz aparece registrada la existencia de alfares en Vitoria, Eguileta, Erenchun (en el concejo de Iruráiz), Hijona, Ullíbarri de los Olleros y Zuya.
Seseña explica que la brillante blancura de las piezas alavesas –característica de la cacharrería del País Vasco– se conseguía mezclando con arena de Bernedo (en los valles formados por los ríos Ega y Ayuda), el estaño traído de Bilbao y el plomo provisto por hojalateros y chatarreros (tras su calcinación en los hornos). 
Otros precedentes para la investigación proceden del material arqueológico de restos de cerámica hallados en esta zona, con muestras de vasijas decoradas, del modelo campaniforme del Bronce Inicial.

## Alfares más importantes
Además de la producción en pequeños núcleos como los de Ocio, Eguino o Payueta, influidos por el importante foco  de Marañón en la vecina Ribera Navarra, hay que destacar la actividad alfarera de las siguientes poblaciones:

### Narvaja
En Narvaja ha quedado noticia sobre la actividad de la familia Boie, original de Francia, que dejaron de trabajar hacia 1850. Tras la guerra civil española y la casi total destrucción de todos los alfares de la localidad, llegó, procedente de Elosu, Fructuoso Fernández de Larrinoa, que fundó junto con su hijo la Alfarería Larrinoa y Garmendia, quizá la última ollería importante del País Vasco, y activa entre 1942 y 1976. De entre sus piezas más características: los jarros de vino (pitxarra) y los tarros para requesón (koipe-eta), asociados en otras fuentes a la quesera o la herrada para la cuajada ("mamilla"). Parte de estos modelos se han conservado en los productivos alfares de Navarrete.

### Ullibarri-Gamboa

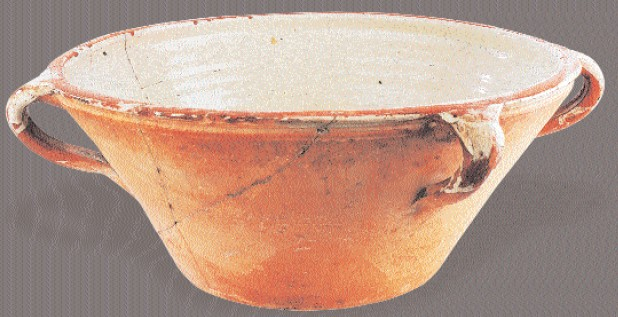
Barreño (lebrillo) de cuatro asas. Modelo original de Ullibarri de los Olleros, al sur de la capital de Álava. País Vasco español.

Con tres hornos documentados entre los siglo XVIII y XIX, el foco de Ullibarri de los Olleros fue un emplazamiento de larga tradición alfarera, con especial desarrollo en la primera mitad del siglo XX. Su última actividad se registra antes de la construcción en 1957 del pantano que anegó la zona. Fueron famosos, por su tamaño y capacidad (nueve pisos para unas 80.000 piezas), los hornos de la familia Aguirrebeitía. Entre sus últimos artesanos, Seseña habla de un alfarero procedente de Arrabal de Portillo (Valladolid).
De las piezas con más personalidad en este foco, hay que recordar los "tarros de botones" (así llamados por la forma de sus asas), las mantequeras (gantz-eltzea) para conservar la matanza, las escudillas (erretilua), las botellas para calentar la cama (berogailua), jarras con peana, botijos (similares a los txongila de Cegama), juguetes y las pequeñas pilas devocionales o aguabenditeras. Cubrían un mercado entre Azcoitia, Éibar, Escoriaza y Vergara. Su producción, a diferencia de la del resto del País Vasco, se hacía en arcilla con vidriados encarnados (y en ocasiones verdes y amarillos).

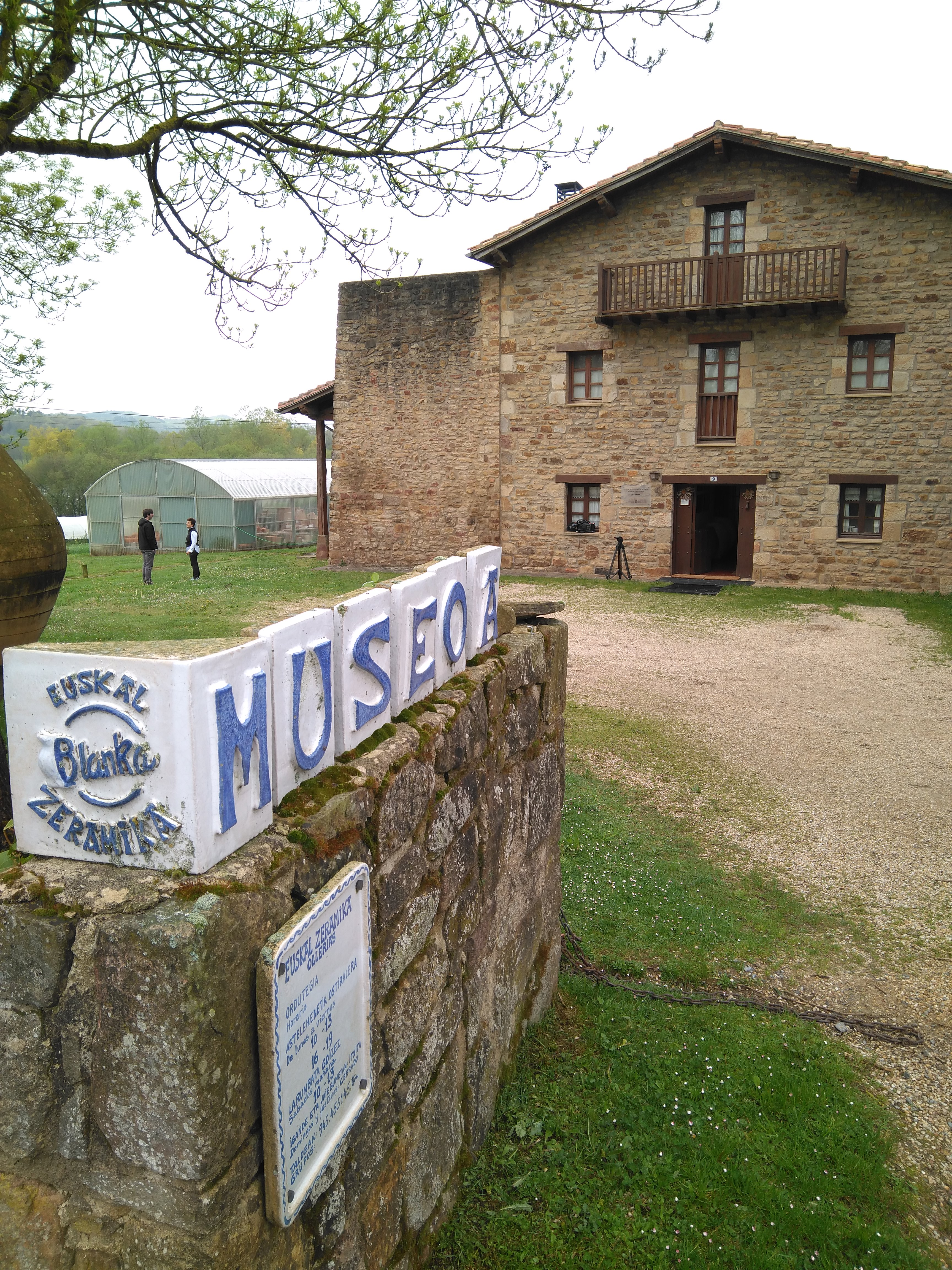
Vista del Museo de Ollerías. A la izquierda, el horno de 1711

### Elosu
Elosu, concejo del municipio de Villarreal de Álava, que incluye el barrio de Ollerieta (ollerías), tuvo alfares activos hasta el inicio de la primera mitad del siglo XX, con piezas tradicionales vidriadas en blanco. En el Museo de cerámica de Chinchilla de Montearagón se conservan piezas del alfarero José Ortiz de Zárate, y en otras fuentes aparecen las familias Garmendia y Fernández de Larrinoa, que luego se trasladaron a Narvaja. En el barrio de Ollerías se encuentra el Museo de Alfarería Vasca dirigido por Blanka Gómez de Segura.

### Vitoria
La capital alavesa tuvo una rica industria alfarera en diversos talleres presumiblemente situados en Alto del Prado, el Portal de Francia, la calle Castilla, el paseo de Urbina, la bajada al Cantón de Santa María y en el callejón de la Alfarería, junto a la Plazuela del Príncipe, donde se documenta un alfar con tres hornos. Vitoria, como capital, convocaba el comercio de los alfares de los pueblos vecinos, en especial para vender por barato los llamados "reuses" o piezas defectuosas, y para hacer reparaciones con alambrado o grapado de las piezas (el primitivo reciclaje de la loza doméstica). Los más populares "reuses" tenían lugar durante la feria de Vitoria o en romerías o fiestas, como la de Nuestra Señora de Angosto.

## Loza blanca alavesa
Joaquín José de Landázuri, ilustrado alavés del siglo XVIII cuenta que "el color de la loza alavesa es de barniz blanco con flores azules, a excepción de la que se trabaja en el pueblo de Ullíbarri de los Olleros que es encarnada o bien entre pajizo y verde...". Por su parte, la historiadora Natacha Seseña, además de su mencionado estudio sobre la familia Boie, recoge el dato característico de la decoración con flores azules en la loza fabricada en Vitoria hasta finales del siglo XIX.